# Bicamérisme
 (janvier 2022).
Si vous disposez d'ouvrages ou d'articles de référence ou si vous connaissez des sites web de qualité traitant du thème abordé ici, merci de compléter l'article en donnant les références utiles à sa vérifiabilité et en les liant à la section « Notes et références ».

Les systèmes parlementaires dans le monde
Pays ayant un parlement bicaméral
Pays ayant un parlement monocaméral
Pays ayant un parlement monocaméral avec un organe consultatif
Pays n'ayant pas de parlement

Le bicamérisme (ou bicaméralisme) est un système d'organisation politique qui divise le Parlement en deux chambres distinctes, une chambre haute et une chambre basse. Le mot, introduit au XIXe siècle, est constitué de « bi » (deux) et de « camera » (chambre en bas latin).
Les fédérations adoptent presque toujours un système de représentation bicaméral. Une chambre représente alors la population ; l'autre, les entités fédérées. Dans un état unitaire, en revanche, un système bicaméral a pour principal but de modérer l'action de la chambre basse, élue au suffrage direct et représentant donc directement le peuple, en soumettant toutes ses décisions à l'examen de la chambre haute, élue généralement au suffrage indirect et représentant souvent les subdivisions administratives telles les municipalités.
Les adjectifs consacrés, en français, pour désigner les deux types de système politique, sont : monocaméraliste, ou monocamériste ou unicaméral, et bicaméral. Monocamériste et bicamériste, quant à eux, sont des substantifs utilisés pour désigner les partisans des systèmes monocaméral et bicaméral.

## Aux origines du bicamérisme
Le bicamérisme est le fruit de l'histoire constitutionnelle anglaise. Pour bien comprendre les conséquences des évolutions du droit britannique, il faut remonter au milieu du Moyen Âge.
Lorsque Guillaume le Conquérant envahit l'Angleterre au XIe siècle, il s'entoure afin de gouverner d'un Magnum Concilium, ou Grand Conseil, qui se charge de l'orienter pour ses décisions en matières fiscales et politiques. Ce même Conseil se révolte en 1215 en imposant au roi Jean sans Terre l'obligation de rendre compte de ses décisions financières et de demander l'autorisation du Concilium.
À la fin du XIIIe siècle, le roi d'Angleterre Édouard Ier entreprend une réforme sur la composition du Conseil : il appelle les représentants des bourgs et des comtés pour siéger aux côtés des nobles. Il espère ainsi pouvoir financer ses guerres.
Mais ce n'est qu'au XIVe siècle, avec le roi Édouard III, que le Grand Conseil est divisé en deux chambres : celles des Communes et celles des Lords. Cependant, l'exécutif et le législatif sont encore largement confondus, et les révolutions de 1640 et 1688 excluront les rois de la puissance législative conformément à la Charte des droits de 1689. La formation de la loi passera désormais selon un Parlement bicaméral, composé de deux chambres, aux intérêts divers.
Cette forme de bicamérisme aristocratique est aujourd'hui tombée en désuétude. Plusieurs réformes (notamment les deux Parliament Acts de 1911 et 1949, le Life Peerages Act de 1958 et le House of Lords Act de 1999) de la Chambre des lords ont progressivement contribué à démocratiser sa composition et à lui donner un rôle de plus en plus symbolique, car certaines dispositions permettent de se passer de leur consentement, mais cette procédure est peu utilisée. À cet égard, certains constitutionnalistes vont même jusqu'à présenter le Royaume-Uni comme un régime monocaméral.
De manière générale, on peut observer le déclin du bicamérisme tant quantitatif (institution d'un parlement monocaméral en Suède) que qualitatif (phénomène du bicamérisme fonctionnel, avec une chambre haute purement réflexive en Norvège et en Finlande).
Mais le bicamérisme résiste dans les pays où la chambre haute a un rôle de représentation des collectivités, ainsi le Bundesrat autrichien et le Sénat français.
Dans plusieurs États fédéraux, la chambre haute représente, au moins théoriquement, les États constituants que ce soit sur une base égalitaire, comme aux États-Unis ou régionale, comme au Canada. Bien qu'aux États-Unis cela n’a pas la conception initiale. En effet, la solution de l’élection par les parlements des États est trouvé à dessein de composer une seconde assemblée modératrice, sur le modèle de la Chambre des lords, sans pour autant pouvoir lui emprunter sa composition aristocratique.
L'Italie est un cas de bicamérisme dit parfait ou égalitaire : la Constitution de 1947 institue deux chambres disposant des mêmes pouvoirs en matière législative (article 70), et prévoit que le gouvernement doit disposer de la confiance des deux chambres (article 94) qui l'expriment de manière séparée (la réunion des deux chambres en Parlement n’a pas lieu et il suffit donc que la confiance accordée soit retirée par une seule des deux chambres pour faire tomber le gouvernement). Cette caractéristique est considérée par certains observateurs comme l'une des causes de l'instabilité politique italienne (les gouvernements ont une durée de vie moyenne à peine supérieure à un an depuis la Seconde Guerre mondiale),. Cette thèse, défendue notamment par les partisans du « oui » au référendum constitutionnel italien de 2016, est contestée par Valerio Onida, professeur de droit constitutionnel, pour qui « la force ou la faiblesse, la compacité ou la division des majorités sont avant tout un problème politique et non constitutionnel ».
Selon Benjamin Morel, il existe un troisième modèle de bicaméralisme dans lequel la chambre haute est à destination économique et social. C’est ainsi le cas de la seconde chambre irlandaise, le Seanad Éireann, dans lequel 43 de ses 60 membres sont élus sur 5 listes socioprofessionnelles. C'est dans une moindre mesure le modèle adopté, pour partie, par les secondes chambres slovène ou marocaine. En France, le projet constitutionnel inabouti de 1969, proposé par Charles de Gaulle et rejeté par référendum, aurait pu faire rentrer le pays dans ce modèle.

### La théorie et l'intérêt du bicamérisme
C'est Montesquieu qui théorise la division du pouvoir législatif. Dans De l'esprit des lois de 1748, il décrit la Constitution anglaise : le peuple élit les membres de la Chambre des communes (NB : seule 10 % de la population peut voter), qui vient concurrencer la Chambre des lords, dont les membres sont héréditaires. Le fait que chaque Chambre défend des intérêts différents, et que chacune a la « faculté d'empêcher » l'initiative de l'autre, fait que le pouvoir législatif est dans l'incapacité d'abuser de son autorité. De plus, du fait de l'élection des Communes, la corruption a peu de probabilités de s'installer. Enfin, Montesquieu souligne l'importance du bicamérisme, dans le sens où l'exécutif peut occuper une place plus importante en échappant à la tyrannie d'un législatif trop fort.
Pour Montesquieu, le bicamérisme est une condition essentielle à la théorie de l'équilibre des pouvoirs, c'est-à-dire lorsque « le pouvoir arrête le pouvoir ».

### L'apparition du premier bicamérisme démocratique
L'histoire constitutionnelle anglaise peut être vue comme « accidentelle », dans le sens où ce sont de purs hasards historiques qui ont déterminé la séparation du pouvoir législatif en deux chambres. S'inspirant de Montesquieu et habitués au système anglais, les Américains appliquent un bicamérisme dès les premiers jours de leur indépendance. La chambre haute du système législatif américain est le Sénat.
Dès 1787, le Congrès se compose d'un Sénat et d'une Chambre des représentants. En effet, il regroupe les députés des 13 territoires américains dans la première chambre, et la seconde accueille les représentants élus au suffrage universel par États (notion de fédéralisme). Pour former la loi, l'une des deux chambres propose un projet à l'autre. S'il n'y a pas d'accord, on crée une commission de conciliation, qui se charge de trouver un consensus. Si malgré tout, les deux Chambres ne sont pas d'accord, le projet est abandonné. Le bicamérisme américain constitue un véritable succès dans la première démocratie moderne.

## Le bicamérisme dans quelques pays

### En Allemagne
L'Allemagne a également un parlement bicaméral : la chambre basse, le Bundestag, élit le chancelier. Elle vote les lois conjointement avec la chambre haute, le Bundesrat, qui est censée représenter les 16 États-régions (Länder) qui composent la République fédérale d'Allemagne. Si les députés du Bundestag sont élus au suffrage universel, les membres du Bundesrat ne sont que les émissaires des différents gouvernements régionaux, le gouvernement de chaque État-région disposant de trois à six voix en fonction du nombre d'habitants. Ainsi la Bavière dispose-t-elle actuellement de six voix alors que la Sarre n'en compte que trois.

### En Belgique
La Belgique possède également un parlement bicaméral constitué d'une part par la Chambre des représentants, la chambre basse, et d'autre part par le Sénat, la chambre haute. La composition de ces chambres est établie par la Constitution coordonnée du 17 février 1994 en vertu des articles 61 et suivants pour la Chambre des représentants ainsi qu'en vertu des articles 67 et suivants pour le Sénat.
Les Régions et Communautés de Belgique sont toutes organisées en monocamérisme.

### Au Canada
La structure législative du Canada, ancien dominion de l'Empire britannique, est directement héritée de celle de la Grande-Bretagne. Elle se compose de la Chambre des communes, dont les membres, les députés, sont élus au suffrage universel, et du Sénat, dont les membres, les sénateurs, sont nommés par le gouverneur général (représentant du roi du Canada), sur recommandation du Premier ministre et selon une répartition numérique par région.
Les parlements de chaque province sont en revanche tous monocaméraux depuis 1968. Afin de mettre fin aux nominations partisanes, depuis de nombreuses années, les provinces réclament sans succès que le choix des sénateurs soit effectué obligatoirement à partir d'une liste fournie par chacune des provinces.

### En Espagne
L’Espagne a un parlement de type bicaméral imparfait. Les Cortes Generales sont le nom des deux chambres du Parlement qui représentent le peuple espagnol. Elles sont formées par le Congrès des députés et le Sénat.

### Aux États-Unis
Le Congrès des États-Unis est composé de deux chambres  : le sénat est la chambre haute et la chambre des représentants la chambre basse.

### En France
« La puissance législative sera confiée, et au corps des nobles, et au corps qui sera choisi pour représenter le peuple, qui auront
chacun leur assemblée et leurs délibérations à part, et des vues et des intérêts séparés. »

— Montesquieu, Extrait de L’esprit des lois, livre XI, chapitre VI
L'objectif du bicamérisme en France est de modérer l'action de la Chambre basse (aujourd'hui l'Assemblée nationale qui est élue au suffrage universel direct), en soumettant toutes ses décisions à l'examen d'une seconde chambre, la Chambre haute (aujourd'hui le Sénat qui est élu au suffrage universel indirect), plus conservatrice.
Le bicamérisme fut introduit en France dans la Constitution du 5 fructidor an III (le Directoire), en 1795, avec deux assemblées élues : le Conseil des Anciens et le Conseil des Cinq-Cents. Le rapporteur du projet de cette constitution Boissy d'Anglas déclare devant la Constitution : « Je m’arrêterai peu de temps à retracer les dangers inséparables de l’existence d’une seule assemblée, j’ai pour moi votre propre histoire et le sentiment de vos consciences. […] Il faut opposer une digue puissante à l’impétuosité du corps législatif, cette digue, c’est la division des deux Assemblées ».
Le Conseil des Anciens partageait le pouvoir avec l'exécutif représenté par cinq Directeurs, et concourait, avec le Conseil des Cinq-Cents, à l'élaboration des lois. Le Conseil des Anciens comptait 250 membres renouvelés par tiers tous les ans. Ces membres devaient avoir 40 ans au moins, être mariés ou veufs, et domiciliés depuis 15 ans sur le territoire de la République. Siégeant au palais des Tuileries, ils approuvaient ou rejetaient les résolutions prises par le Conseil des Cinq-Cents, et élisaient les directeurs du pouvoir exécutif.
Les constitutions du Consulat (1799) puis du Premier Empire (1804) en conserveront le principe, avec le Corps législatif et le Tribunat.
En 1814, la Restauration de la dynastie des Bourbons s'inspira des institutions britanniques en créant une Chambre des pairs sur le modèle britannique, dont une partie des membres était nommée à vie et l'autre à titre héréditaire. Après la révolution de Juillet 1830, est supprimé, l'année suivante, l'hérédité des pairs.
La Constitution du 4 novembre 1848 (la Deuxième République) supprima brièvement le principe du bicaméralisme, en ne prévoyant qu'une Assemblée nationale, seule détentrice du pouvoir législatif.
Toutefois, le coup d'État du « prince président », Napoléon III, le 2 décembre 1851, permettait la promulgation de la Constitution du 14 janvier 1852, qui prévoyait deux chambres dont le Sénat, ce qui ne fut pas modifié par la restauration de la dignité impériale le 2 décembre 1852 (le Second Empire).
Les lois constitutionnelles de 1875 (la Troisième République), qui restauraient formellement la République, conservèrent le principe d'un parlement (appelé Assemblée nationale) composé de deux chambres, sous le nom de Sénat et de Chambre des députés. Ce bicaméralisme était égalitaire : les deux chambres avaient les mêmes pouvoirs. Le Sénat était alors « prix à payer » comme le disait le duc de Broglie. « Les républicains lui sont hostiles mais l’acceptent pour avoir la République et les royalistes pour consentir à la République, exigent des garanties quant à son caractère conservateur ». Les monarchistes ayant obtenu satisfaction, ils disposaient ainsi d’une assemblée qui pouvait contrer la chambre des députés élue au suffrage universel, et ce d’autant plus que les deux chambres disposaient de pouvoirs identiques.
Sous l'empire de la loi constitutionnelle du 10 juillet 1940 le régime de Vichy proroge et ajourne les chambres via l'acte constitutionnel no 3 du 11 juillet 1940.
Le projet de constitution du 19 avril 1946 qui prévoyait l'existence d'une seule chambre repoussée par référendum, la Constitution du 27 octobre 1946 (la Quatrième République) restaura le principe de deux chambres, en leur donnant les noms d'Assemblée nationale et de Conseil de la République. La première avait un pouvoir prépondérant sur la seconde. Le Conseil de la République n'avait alors qu'un rôle consultatif.
La Constitution du 4 octobre 1958 (la Cinquième République) a maintenu ce système, tout en réintroduisant l'usage du nom Sénat, disparu depuis juillet 1940.

### En Italie
L'Italie connaît la Camera dei deputati (Chambre des députés) et le Senato della Repubblica (Sénat de la République).

### En Suisse
La Confédération suisse utilise une variante de système bicaméral où une unique Assemblée fédérale détient certaines fonctions (telles que l'élection des conseillers fédéraux et des juges fédéraux, ainsi que le contrôle de ceux-ci), et qui est constituée de deux conseils qui détiennent les droits législatifs en fonctionnement bicaméral, le peuple détenant malgré tout le pouvoir de les contrer grâce au droit d'initiative et de référendum détenu par tous les citoyens suisses (à la différence du système français où le droit de référendum national est détenu par le président). Elle est constituée d'une part par le Conseil national, dont les 200 députés sont élus en suffrage direct par les habitants de leur canton, chaque canton disposant d'un nombre de députés proportionnel à sa population, et d'autre part par le Conseil des États, dont les députés sont élus en suffrage direct par les habitants de leur canton, chaque canton disposant de deux députés, ou d'un député par demi-canton, quelles que soient sa taille géographique et sa population.(Les cantons édictent les règles applicables à l’élection de leurs députés au Conseil des États. Toutefois, l'usage courant dans tous les cantons de Suisse reste d'élire leur députés en suffrage direct).
Ce système donne un maximum de pouvoir au peuple pour élire ses représentants et évite que le pouvoir soit altéré par les classes dirigeantes dans une chambre haute, tout en permettant d'éviter une domination des grands cantons sur les petits cantons et vice versa,.

## Le bicamérisme dans le monde
| Pays                             | Parlement                                        | Chambre haute                                 | Chambre basse                                 |
| -------------------------------- | ------------------------------------------------ | --------------------------------------------- | --------------------------------------------- |
| Afrique du Sud                   | Parlement d'Afrique du Sud                       | Conseil national des Provinces                | Assemblée nationale                           |
| Algérie                          | Parlement algérien                               | Conseil de la nation                          | Assemblée populaire nationale                 |
| Allemagne                        | -                                                | Bundesrat                                     | Bundestag                                     |
| Antigua-et-Barbuda               | Parlement d'Antigua-et-Barbuda                   | Sénat                                         | Chambre des représentants                     |
| Argentine                        | Congrès de la Nation argentine                   | Sénat                                         | Chambre des députés                           |
| Australie                        | Parlement d'Australie                            | Sénat                                         | Chambre des représentants d'Australie         |
| Autriche                         | -                                                | Conseil fédéral                               | Conseil national                              |
| Bahamas                          | Parlement des Bahamas                            | Sénat                                         | Assemblée des Bahamas                         |
| Bahrein                          | Assemblée nationale                              | Conseil consultatif                           | Conseil des représentants                     |
| Barbade                          | Parlement de la Barbade                          | Sénat                                         | Assemblée de la Barbade                       |
| Belgique                         | Parlement fédéral                                | Sénat                                         | Chambre des représentants                     |
| Belize                           | Assemblée nationale                              | Sénat                                         | Chambre des représentants                     |
| Bhoutan                          | Parlement du Bhoutan                             | Conseil national                              | Assemblée nationale                           |
| Biélorussie                      | Assemblée nationale                              | Conseil de la République                      | Chambre des représentants                     |
| Birmanie                         | Assemblée de l'Union                             | Chambre des nationalités                      | Chambre des représentants                     |
| Bolivie                          | Assemblée législative plurinationale             | Chambre des sénateurs                         | Chambre des députés                           |
| Bosnie-et-Herzégovine            | Assemblée parlementaire de la Bosnie-Herzégovine | Chambre des peuples                           | Chambre des représentants                     |
| Brésil                           | Congrès national du Brésil                       | Sénat fédéral                                 | Chambre des députés                           |
| Burundi                          | Parlement du Burundi                             | Sénat                                         | Assemblée nationale                           |
| Cambodge                         | Parlement du Cambodge                            | Sénat                                         | Assemblée nationale                           |
| Cameroun                         | Parlement du Cameroun                            | Sénat                                         | Assemblée nationale                           |
| Canada                           | Parlement du Canada                              | Sénat                                         | Chambre des communes du Canada                |
| Chili                            | Congrès national                                 | Sénat                                         | Chambre des députés                           |
| Colombie                         | Congrès de la république de Colombie             | Sénat de la République                        | Chambre des représentants                     |
| République démocratique du Congo | Parlement de la république démocratique du Congo | Sénat                                         | Assemblée nationale                           |
| République du Congo              | Parlement de la république du Congo              | Sénat                                         | Assemblée nationale                           |
| Côte d'Ivoire                    | Parlement                                        | Sénat                                         | Assemblée nationale                           |
| République dominicaine           | Congrès national de la République dominicaine    | Sénat                                         | Chambre des députés                           |
| Égypte                           | Parlement de l'Égypte                            | Sénat                                         | Chambre des représentants                     |
| Espagne                          | Cortes Generales                                 | Sénat                                         | Congrès des députés                           |
| Eswatini                         | Parlement de l'Eswatini                          | Sénat                                         | Assemblée de l'Eswatini                       |
| États-Unis                       | Congrès des États-Unis                           | Sénat                                         | Chambre des représentants                     |
| Éthiopie                         | Parlement de l'Éthiopie                          | Chambre de la fédération                      | Chambre des représentants des peuples         |
| France                           | Parlement français                               | Sénat                                         | Assemblée nationale                           |
| Gabon                            | Parlement du Gabon                               | Sénat                                         | Assemblée nationale                           |
| Grenade                          | Parlement de Grenade                             | Sénat                                         | Chambre des représentants                     |
| Guinée équatoriale               | Parlement de Guinée équatoriale                  | Sénat                                         | Chambre des députés                           |
| Haïti                            | Parlement haïtien                                | Sénat de la République                        | Chambre des députés                           |
| Inde                             | Parlement de l'Inde                              | Rajya Sabha                                   | Lok Sabha                                     |
| Indonésie                        | Assemblée délibérative du peuple                 | Conseil représentatif des régions             | Conseil représentatif du peuple               |
| Irlande                          | Oireachtas                                       | Seanad Éireann                                | Dáil Éireann                                  |
| Italie                           | Parlement de la République italienne             | Sénat de la République                        | Chambre des députés                           |
| Jamaïque                         | Parlement de Jamaïque                            | Sénat                                         | Chambre des représentants                     |
| Japon                            | Diète du Japon                                   | Chambre des conseillers                       | Chambre des représentants                     |
| Jordanie                         | Assemblée nationale                              | Sénat                                         | Chambre des représentants                     |
| Kazakhstan                       | Parlement du Kazakhstan                          | Sénat                                         | Mäjılıs                                       |
| Kenya                            | Parlement du Kenya                               | Sénat                                         | Assemblée nationale                           |
| Lesotho                          | Parlement du Lesotho                             | Sénat                                         | Assemblée nationale                           |
| Liberia                          | Législature du Liberia                           | Sénat                                         | Chambre des représentants                     |
| Madagascar                       | Parlement de Madagascar                          | Sénat                                         | Assemblée nationale                           |
| Malaisie                         | Parlement de Malaisie                            | Dewan Negara                                  | Dewan Rakyat                                  |
| Maroc                            | Parlement du Maroc                               | Chambre des conseillers                       | Chambre des représentants                     |
| Mexique                          | Congrès de l'Union                               | Sénat de la République                        | Chambre des députés                           |
| Namibie                          | Parlement de Namibie                             | Conseil national                              | Assemblée nationale                           |
| Népal                            | Parlement fédéral                                | Assemblée nationale                           | Chambre des représentants                     |
| Nigeria                          | Assemblée nationale                              | Sénat                                         | Chambre des représentants                     |
| Oman                             | Conseil d'Oman                                   | Conseil d'État                                | Conseil consultatif                           |
| Ouzbékistan                      | Oliy Majlis                                      | Sénat                                         | Chambre législative                           |
| Pakistan                         | Parlement du Pakistan                            | Sénat                                         | Assemblée nationale                           |
| Palaos                           | Congrès national des Palaos                      | Sénat                                         | Chambre des délégués                          |
| Paraguay                         | Congrès du Paraguay                              | Sénat                                         | Chambre des députés                           |
| Pays-bas                         | États généraux des Pays-bas                      | Première Chambre                              | Seconde Chambre                               |
| Philippines                      | Congrès des Philippines                          | Sénat                                         | Chambre des représentants                     |
| Pologne                          | -                                                | Sénat                                         | Diète                                         |
| Roumanie                         | Parlement roumain                                | Sénat                                         | Chambre des députés                           |
| Royaume-Uni                      | Parlement du Royaume-Uni                         | Chambre des lords                             | Chambre des communes                          |
| Russie                           | Assemblée fédérale                               | Conseil de la fédération                      | Douma                                         |
| Rwanda                           | Parlement du Rwanda                              | Sénat                                         | Chambre des députés                           |
| Sainte-Lucie                     | Parlement de Sainte-Lucie                        | Sénat                                         | Assemblée de Sainte-Lucie                     |
| Slovénie                         | Parlement slovène                                | Conseil national                              | Assemblée nationale                           |
| Somalie                          | Parlement fédéral de Somalie                     | Chambre haute                                 | Chambre du peuple                             |
| Soudan                           | Législature nationale                            | Conseil des États                             | Assemblée nationale                           |
| Soudan du Sud                    | Législature nationale                            | Conseil des États                             | Assemblée législative nationale de transition |
| Suisse                           | Assemblée fédérale                               | Conseil des États                             | Conseil national                              |
| Tadjikistan                      | Assemblée suprême du Tadjikistan                 | Assemblée nationale                           | Assemblée des représentants                   |
| Tchéquie                         | Parlement de la République tchèque               | Sénat                                         | Chambre des députés                           |
| Thaïlande                        | Assemblée nationale                              | Sénat                                         | Chambre des représentants                     |
| Togo                             | Parlement du Togo                                | Sénat                                         | Assemblée nationale                           |
| Trinité-et-Tobago                | Parlement de Trinité-et-Tobago                   | Sénat                                         | Chambre des représentants                     |
| Tunisie                          | Parlement de la Tunisie                          | Conseil national des régions et des districts | Assemblée des représentants du peuple         |
| Uruguay                          | Assemblée générale de l'Uruguay                  | Sénat                                         | Chambre des représentants                     |
| Yémen                            | Parlement du Yémen                               | Conseil consultatif                           | Chambre des représentants                     |
| Zimbabwe                         | Parlement du Zimbabwe                            | Sénat                                         | Assemblée nationale                           |